# 广源街道
广源街道是中华人民共和国天津市北辰区下辖的一个街道办事处。
2013年11月26日，天津市民政局批复同意设立广源街道办事处

## 行政区划
广源街道下辖以下地区：
荣康园社区、荣居园社区、荣溪园社区、荣馨园社区、荣雅园社区和荣翔园社区。